# Nomada pectoralis
Nomada pectoralis är en biart som beskrevs av Morawitz 1877. Nomada pectoralis ingår i släktet gökbin, och familjen långtungebin. Inga underarter finns listade i Catalogue of Life.